# Christian Herrmann (Fußballspieler)
Christian Herrmann (* 16. Januar 1966 in Berlin) ist ein ehemaliger deutscher Fußballspieler. Er bestritt von 1987 bis 1995 für die Vereine FC Schalke 04, den FC Homburg und den VfL Bochum 130 Bundesligaspiele und erzielte dabei fünf Tore. In der 2. Fußball-Bundesliga wird er für den FC Homburg und den VfL Bochum mit 85 Einsätzen und vier Toren geführt.

## Laufbahn
Zur Runde 1987/88 wurde der Berliner Defensivakteur des BFC Preussen vom Bundesligisten FC Schalke 04 verpflichtet. Am letzten Rundenspieltag, den 21. Mai 1988, debütierte der Ex-Amateurfußballer aus Berlin beim Heimspiel gegen Werder Bremen in der Fußball-Bundesliga. Er wurde von Trainer Horst Franz in der 83. Minute für Claus-Dieter Wollitz eingewechselt. Schalke stieg aus der Bundesliga ab und der 1,88 m große Abwehrspieler nahm ein Angebot des Zweitligisten FC Homburg an und wechselte in das Saarland. In der Mannschaft von Präsident Udo Geitlinger, Geschäftsführer Gerd Schwickert und Trainer Slobodan Čendić entwickelte sich Herrmann zu einem Stammspieler und konnte am Rundenende durch die Vizemeisterschaft den Aufstieg in die Bundesliga feiern. Er hatte in 36 Zweitligaspielen mitgewirkt und dabei noch zwei Tore erzielt. Der Klassenerhalt wurde 1989/90 in der Bundesliga nicht erreicht, Herrmann hatte aber in 28 Ligaspielen seine Eignung für die Erstklassigkeit unter Beweis gestellt. Er bekam zur Runde 1990/91 ein Angebot vom VfL Bochum und konnte deshalb in der Bundesliga verbleiben. Bei den „Jungs von der Castroper Straße“ erlebte er mit den Trainern Reinhard Saftig, Rolf Schafstall, Holger Osieck und Jürgen Gelsdorf drei Runden Kampf um den Klassenerhalt und stieg schließlich im Sommer 1993 an der Seite der Mitspieler Thomas Kempe und Rob Reekers mit dem VfL in die 2. Liga ab.
Bochum war für die 2. Liga zu stark und für die Bundesliga zu schwach. 1994 bestritt Herrmann 33 Zweitligaspiele mit zwei Toren und Bochum feierte mit Trainer Gelsdorf Meisterschaft und Rückkehr in die Bundesliga. 1995 ging es wieder im Fahrstuhl nach unten in die Zweite Liga und 1995/96 führte Trainer Klaus Toppmöller – Christian Herrmann hatte nochmals in 16 Ligaspielen dabei aktiv mitgewirkt – Bochum umgehend in die Bundesliga zurück. Jetzt waren mit Torsten Kracht und Tomasz Waldoch aber schon zwei andere Leistungsträger in der Defensiv-Zentrale etabliert. Der Ex-Berliner gehörte 1996/97 zwar noch dem Bundesligakader an, kam aber durch seine Sportinvalidität nicht mehr zu einem weiteren Einsatz.
Christian Herrmann absolvierte dann eine Ausbildung zum Physiotherapeuten und betreibt heute in Bochum eine eigene Praxis.